# Фрегаты типа Moudge
Надводные боевые корабли ВМС Ирана. Стандартное водоизмещение их составляет 1420—1500 тонн, длина — примерно 95 м, ширина — 11 м, максимальная скорость — 30 уз. Вооружение — 4 ПКР С-802 (точнее, его иранской копии), 2 пусковых установки ЗУР Mehrab (копия SM-1), 2х3 324-мм торпедных аппарата, 76-мм АУ Fajr 27 (копия итальянской «Oto Melara» 76 mm/62 Compact (SR)), 40-мм АУ Fath (копия Bofors L/70) и 2 легкие одноствольные 23-мм установки, вертолёт.
В строю четыре корвета, пятый, шестой и седьмой находятся в постройке; всего заявлена серия из 7 кораблей.
Представляют собой проект, созданный на основе построенных в Англии фрегатов типа «Alvand». Правильнее было бы называть серию этих кораблей типом «Jamaran», по именованию головного корвета. В целом, корветы типа «Moudge» представляют собой вполне сбалансированные и качественные ударные надводные боевые корабли, по классификации НАТО относимые к третьему рангу, но в иранском ВМФ называющиеся «эсминцами УРО». Один из них, Deylaman — возглавляет сегодня Каспийскую флотилию.

## Состав серии
| Название                | Номер | Верфь                                       | Заложен       | Спущен     | В строю    | Статус |
| ----------------------- | ----- | ------------------------------------------- | ------------- | ---------- | ---------- | --- |
| Jamaran                 | 76    | Иранские военно-морские верфи, Бендер-Аббас | 2001 или 2004 | 28.11.2007 | 19.02.2010 | В строю |
| Damavand                | 77    | Shahid Tamjidi, Бендер-Энзели               | 2009          | 28.11.2007 | 09.03.2015 | 28.01.2018 затонул из-за шторма в Каспийском море и отправлен на утилизацию. Взамен построено новое судно - Deylaman |
| Sahand                  | 74    | Иранские военно-морские верфи, Бендер-Аббас | 2010          | 18.09.2012 | 01.12.2018 | В строю |
| Dena                    | 75    | Shahid Darvishi, Бендер-Аббас               | 2012          | 2015       | 13.06.2021 | В строю |
| Shiraz (бывший Talaieh) | TBA   | Иранские военно-морские верфи, Бендер-Аббас | 2013          | 2016       | Неизвестно | Строится |
| Taftan                  | TBA   | Shahid Darvishi, Бендер-Аббас               | 2014          | 2017       | Неизвестно | Строится |
| Deylaman                | 78    | Shahid Tamjidi, Бендер-Энзели               | 2017          | Неизвестно | 27.11.2023 | Новое судно взамен Damavand, в строю.                                                                                |